# الهندسة (سيدي سالم)
قرية الهندسة هي إحدى القرى التابعة لمركز سيدي سالم في محافظة كفر الشيخ في جمهورية مصر العربية. حسب إحصاءات سنة 2006، بلغ إجمالي السكان في الهندسة 4223 نسمة، منهم 2254 رجل و1969 امرأة.